# When in Rome (gruppo musicale)
I When in Rome sono stati un gruppo musicale britannico originario di Manchester, in origine formato dal trio di cui facevano parte i cantanti Clive Farrington e Andrew Mann, con il tastierista Michael Floreale. Sono noti per il successo del singolo The Promise, pubblicato nel 1988.

## Storia del gruppo
Nel 1981 Clive Farrington e Michael Floreale facevano parte di un gruppo musicale synthpop di Manchester chiamato Beau Leisure, insieme al cantante e chitarrista Dave Powell, Kris Saint per il basso e la voce, Tony Johnson per le tastiere e infine la cantante Corinne Drewery, che lascerà presto il gruppo per entrare nei Swing Out Sister. L'incontro con Andrew Mann avviene in questo periodo, e si formano così i When in Rome.
Il trio musicale pubblica i suoi successi sotto l'etichetta musicale Virgin, con i produttori Ben Rogan (che aveva già lavorato con Sade) e Richard James Burgess che vantava collaborazioni con i Five Star, Living in a Box, Colonel Abrams e gli Spandau Ballet). Dopo il successo del singolo The Promise, la casa discografica decide di continuare la produzione, e nel 1988 esce l'album con l'omonimo nome del gruppo. Nel 1990, a causa di divergenze artistiche, la band si scioglie. Nel 2004 il singolo The Promise è stato scelto come colonna sonora del film Napoleon Dynamite.
Nel 2006 Floreale riforma il gruppo con il cantante Johnny Ceravolo, Scott Kusmirek, David Noble e Rob Juarez.. Dopo tre anni di soli tour, però, il gruppo si scioglie nuovamente.

## Discografia

### Album in studio
- 1988 – When in Rome (EMI)

### Singoli
- 1988 - The Promise
- 1989 - Heaven Knows
- 1989 - Everything
- 1990 - Sight of Your Tears